# كيت هاردي
كيت هاردي (بالإنجليزية: Kate Hardie)‏ هي كاتِبة وكاتبة مسرحية وممثلة بريطانية، ولدت في 26 أبريل 1969 في لندن في المملكة المتحدة.

## وصلات خارجية
- كيت هاردي على موقع IMDb (الإنجليزية)
- كيت هاردي على موقع ألو سيني (الفرنسية)
- كيت هاردي على موقع أول موفي (الإنجليزية)
- كيت هاردي على موقع قاعدة بيانات الأفلام السويدية (السويدية)
- كيت هاردي على موقع قاعدة بيانات الفيلم (الإنجليزية)
- كيت هاردي على موقع كينوبويسك (الروسية)